# Wolfgang Helbig
Pour les articles homonymes, voir Helbig.
Wolfgang Helbig (Dresde, 2 février 1839-Rome, 6 octobre 1915) est un helléniste, philologue et archéologue allemand.

## Biographie
Il fait des études de philologie classique, d'archéologie et d'histoire ancienne à l'Université de Göttingen, puis à Bonn où il est élève de Friedrich Wilhelm Ritschl, Friedrich Gottlieb Welcker et Otto Jahn (1856-1861). Il obtient en 1862 une bourse du Deutsches archäologisches Institut qui lui permet de travailler pour l'Institut archéologique allemand de 1862 à 1865. Il y succède en 1865 comme Second secrétaire à Heinrich Brunn.
Secrétaire de l'Institut de Rome (1865-1887), il donne bénévolement un cours d'archéologie de l'art à l'Institut allemand jusqu'en 1874.
Helbig s’oppose à Edoardo Brizio sur l'origine des Étrusques en soutenant que Villanoviens et Étrusques se sont succédé sans discontinuité.
En 1866, il épouse la princesse et pianiste russe Nadejda Schakowskoy (11 mai 1847-Rome, 28 juin 1922), ce qui lui ouvre le milieu des antiquaires et des collectionneurs. Il effectue ainsi le catalogue des collections du baron Giovanni Barracco et achète pour l'industriel danois Carl Jacobsen de nombreuses antiquités étrusques. Il dirige aussi la copie d'un nombre important de peintures de sépultures étrusques, qui figurent aujourd'hui au Helbi-Museum de la Ny Carlsberg Glyptotek de Copenhague.
D'après une enquête de Margherita Guarducci, il semble que Helbig ait entretenu des relations avec des faussaires.
Correspondant étranger de l'Académie des inscriptions et belles-lettres (1887), il est élu membre associé étranger en 1894.

## Travaux
- Wandgemälde der vom Vesuv verschütteten Städte Kampaniens, 1868
- Untersuchungen über die Campanische Wandmalerei, 1873
- Die Italiker in der Po-Ebene, 1879
- Führer durch die öfflentichen Sammlungen Klassischer Altertümer in Rom. Die Päpslichen Sammlungen im Vatikan und Lateran I, 4 vols., 1891
- Das homerische Epos, aus den Denkmälern erläutert, 1884